# 13677 Alvin
13677 Alvin è un asteroide della fascia principale. Scoperto nel 1997, presenta un'orbita caratterizzata da un semiasse maggiore pari a 3,1430940 UA e da un'eccentricità di 0,0906021, inclinata di 2,12521° rispetto all'eclittica.